# Thập niên 1020
Thập niên 1020 là thập niên diễn ra từ năm 1020 đến 1029.